# سفن کولر
سفن کولر (به آلمانی: Sven Köhler) بازیکن فوتبال و مدافع اهل آلمان شرقی بود که از سال ۱۹۸۹ میلادی عضو تیم ملی فوتبال آلمان شرقی بوده‌است. وی در ۲ بازی ملی حضور داشته و در بازی‌های ملی‌اش گلی به ثمر نرساند. سفن کولر آخرین بازی ملی خود را در سال ۱۹۸۹ میلادی انجام داد.